# Tabiat Basketball Club
Il Tabiat Basketball Club (in persiano باشگاه بسکتبال طبیعت‎) è una società di pallacanestro professionistica con sede nella città di Eslamshahr, in Iran, la squadra compete nella massima categoria nazionale, la Iranian Basketball Super League.

## Storia
La squadra è stata creata nel 2023 nel piccolo centro di Eslamshahr, non molto distante da Teheran, su iniziativa della Tabiat Sabz Pars Kohan Company, una compagnia attiva fin dal 2012 nella produzione e vendita di prodotti alimentari..
Il Tabiat nella stagione 2023-2024, ha fatto il suo esordio nella Iranian Basketball Super League. Dopo aver conquistato il terzo posto in classifica al termine della stagione regolare, la squadra ha superato il Palayesh Naft Abadan nei Quarti di Finale, dopo una sfida al meglio delle cinque partite, ha poi sconfitto il Zob Ahan con un netto 4-1 in Semifinale ed infine ha avuto la meglio sul Shahrdari Gorgan nella serie delle finali, giocata al meglio delle tre vittorie ed  arrivata fino alla decisiva gara cinque, dove il Tabiat si è imposto per 99-94, conquistando così il loro primo titolo nazionale.  
Grazie alla vittoria del titolo nella stagione di esordio del club, il Tabiat ha anche guadagnato il diritto di rappresentare la lega - e l’Iran - nella FIBA West Asia Super League 2024-2025.

## Palmarès

### Titoli Nazionali
Iranian Basketball Super League
- Campione (1): 2023-2024

## Organico

### Roster 2024-2025
Il roster per la stagione 2024-2025
|    | Naz.                                       | Ruolo | Sportivo               | Anno | Alt. | Peso |  |
| -- | ------------------------------------------ | ----- | ---------------------- | ---- | ---- | ---- |  |
| 0  | Iran (bandiera)                            | G     | Rasoul Mozafari        | 1994 | 188  | 84   |  |
| 1  | Iran (bandiera)                            | G     | Mohammad Shahrian Nasl | 1993 | 193  | 86   |  |
| 3  | Iran (bandiera)                            | PG    | Sina Vahedi            | 2001 | 185  | 80   |  |
| 4  | Iran (bandiera)                            | AG    | Alireza Sharifi        | 2003 | 203  | 93   |  |
| 7  | Iran (bandiera)                            | AP    | Amir Ali Gholizadeh    | 2000 | 198  | 87   |  |
| 12 | Iran (bandiera)                            | AG    | Arman Zangeneh         | 1993 | 205  | 99   |  |
| 13 | Iran (bandiera)                            | AG    | Amirhossein Rezaeifar  | 2000 | 200  | 84   |  |
| 14 | Iran (bandiera)                            | C     | Majid Sadeghi          | 1996 | 202  | 95   |  |
| 23 | Iran (bandiera)                            | C     | Hasan Aliakbari        | 1996 | 218  | 97   |  |
| 24 | Stati Uniti (bandiera)                     | G     | Stedmon Dondre Lemon   | 1992 | 198  | 88   |  |
| 25 | Croazia (bandiera)                         | AG    | Ivan Buva              | 1991 | 208  | 113  |  |
| 27 | Iran (bandiera)                            | G     | Mani Gigasari          | 2008 | 202  | 88   |  |
| 32 | Stati Uniti (bandiera) · Uganda (bandiera) | G     | Perry Petty            | 1988 | 185  | 80   |  |
| 44 | Iran (bandiera)                            | AG    | Reza Nazarikia         | 2003 | 197  | 89   |  |

### Staff tecnico
| Ruolo           | Nome             |
| --------------- | ---------------- |
| Capo Allenatore | Mehran Shahintab |